# Mačie diery
Mačie diery jsou přírodní rezervace v katastrálním území obce Habovka v okrese Tvrdošín v Žilinském kraji na Slovensku. Území bylo vyhlášeno v roce 1974 a jeho rozloha je 45,63 hektaru. Předmětem ochrany je lokalita s unikátním reliéfem a výskytem kalcifilních rostlin na turisticky frekventované trase v masívu Osobité.

## Přírodní poměry
Území národní přírodní rezervace se nachází v západní části masívu Osobité v Západních Tatrách. Tvoří ji jurské vápence, slíny, triasové vápence a dolomity.
Na území rezervace roste mimo jiné ve skalních štěrbinách netřeskovec výběžkatý (Jovibarba globifera subsp. hirta), na horských loukách mezi skalnatými vrcholky kruštík tmavočervený (Epipactis atrorubens subsp. atrorubens) společně s hladýšem širolistým (Laserpitium latifolium).